# Accident aeri de Tver de 2023
El 23 d'agost de 2023, un avió de negocis Embraer Legacy 600 es va estimbar a prop de Kujénkino a l'óblast de Tver, a uns 100 kilòmetres al nord del seu punt de partida a Moscou. Entre les deu víctimes hi havia Ievgueni Prigojin i Dmitri Utkin, que eren figures clau del grup Wagner, una empresa militar privada finançada per l'estat rus. L'accident va provocar sospites que l'avió havia estat destruït per ordre del president rus Vladímir Putin, pel fet que Prigojin s'havia rebel·lat contra els dirigents militars de Rússia.
Les dades de Flightradar24 mostraven que l'avió va experimentar variacions d'altitud estranyes poc abans d'estimbar-se. Les proves visuals suggerien una fallada estructural de l'avió. Fonts d'intel·ligència occidentals van informar que era probable que una explosió hagués provocat la caiguda de l'avió.
L'avió, fabricat per l'empresa brasilera Embraer, s'havia associat a Prigojin des de 2018. Tenia prohibida l'entrada als Estats Units degut a les sancions imposades a Prigojin per la seva implicació en la interferència russa en les eleccions als Estats Units de 2018.
Mentre que les fonts oficials russes treien importància a l'accident, algunes agències d'intel·ligència i líders internacionals van suggerir que era un assassinat per motivacions polítiques. Com a motius potencials es van citar les crítiques de Prigojin al Ministeri de Defensa Rus, i la seva associació amb el grup Wagner, que a principis de l'estiu s'havia rebel·lat contra les forces armades russes.

## Antecedents
El grup Wagner, una empresa militar privada finançada per l'estat rus i dirigida per Ievgueni Prigojin, havia tingut un paper importnat en la invasió russa d'Ucraïna. Prigojin era un personatge molt proper al president de Rússia Vladímir Putin. Va començar a criticar obertament el ministeri de Defensa rus per la mala gestió de la guerra, i fins i tot declarant que les raons que havia donat Rússia per la invasió eren mentida. El 23 de juny de 2023, va liderar el grup Wagner en una rebel·lió que va durar un dia contra el Ministeri de Defensa rus. La rebel·lió es va resoldre mitjançant negociacions que van permetre que Prigojin eludís el càstig. Alguns van comentar que aquesta immunitat no duraria gaire, i alguns analistes el consideraven un "mort que camina". El dia de l'accident, es va informar que Prigojin acabava de tornar d'un viatge a l'Àfrica.
El 2019, s'havia informat erròniament que Prigojin havia mort en l'accident d'un avió de transport An-72 a la República Democràtica del Congo, però va reaparèixer al cap de tres dies.

### Avió
L'Embraer Legacy 600 que es va estimbar s'havia fabricat el 2007 a l'empresa aeronàutica brasilera Embraer. Es va matricular a Eslovènia com a S5-ALS i després va canviar d'operador algunes vegades. L'avió va quedar associat amb Prigojin el 2018 quan fou adquirit per Autolex Transport de les Seychelles i es va matricular a l'Illa de Man com a M-SAAN. Es va anunciar que s'havia venut al grup Wagner el setembre de 2020 i es va traspassar al registre d'aeronaus rus amb el número de cua RA-02795. L'avió tenia prohibida l'entrada als Estats Units per les sancions, que també afectaven Autolex, imposades pel Departament del Tresor dels Estats Units contra Prigojin el setembre de 2019 degut a la seva participació en la interferència russa en les eleccions als Estats Units de 2018. Es creu que és el mateix avió que havia transportat Prigojin a Belarús després de la rebel·lió del grup Wagner.
Els codis d'identificació de l'avió de la llista del Tresor dels Estats Units coincidien amb els de l'avió estimbat, igual que el número de cua RA-02795, tal com figurava al registre d'aeronaus rus. L'Agència Federal de Transport Aeri russa va declarar que l'avió era propietat de MNT-Aero LLC, una empresa de transport corporatiu.
Quan se li va demanar l'estat de l'aparell, l'empresa Embraer va declarar que no havia proporcionat serveis de suport al reactor des de 2019, degut a les sancions. L'accident va ser el segon incident on hi havia implicat un Legacy 600, després d'una col·lisió a l'aire de 2006 al Brasil, degut a la qual el Legacy va patir danys però va poder aterrar de forma segura sense víctimes, mentre que l'altre implicat, un avió de línia comercial, es va estimbar, morint-hi les 154 persones que hi viatjaven. Aquell incident es va atribuir a errors humans i de comunicacions. No hi ha constància de cap Legacy 600, dels quals se'n van construir uns 300 fins que se'n va aturar la producció el 2020, que hagi patit un accident degut a una fallada mecànica.

## Incident

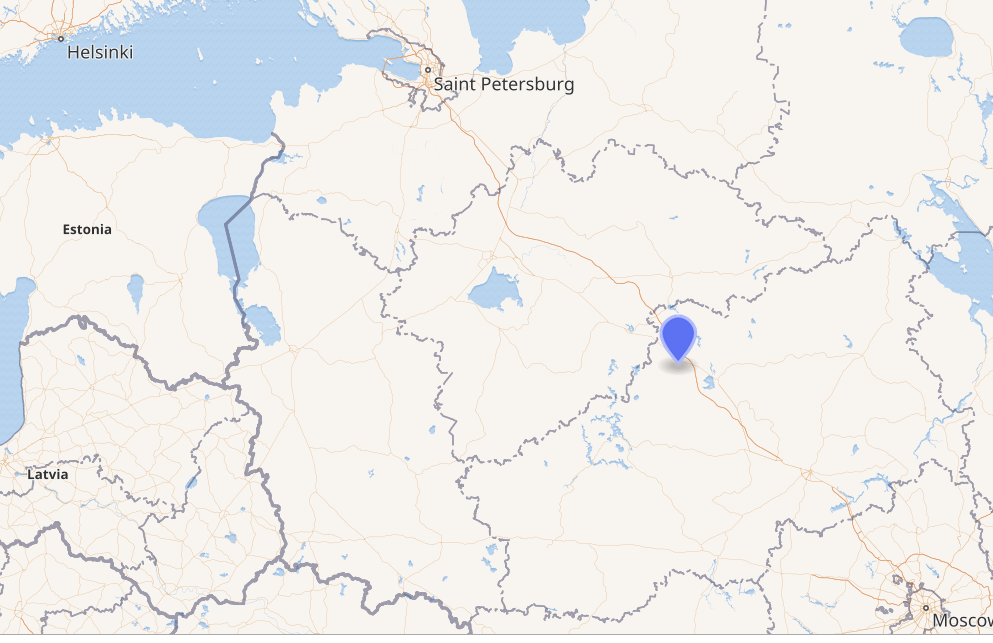
Mapa de l'óblast de Tver, a l'oest de Rússia, que mostra la situació de Kujénkino respecte d'altres ubicacions; Moscou era l'origen del vol, i Sant Petersburg el destí

Segons dades de Flightradar24, el vol es va enlairar a les 15:00 UTC. Aproximadament a les 15:11, havia arribat a l'altitud de 28.000 peus (8.500 m). L'aparell va mantenir aquesta altitud fins a les 15:19, quan va pujar a 30.100 peus (9.200 m). Després, va baixa al voltant dels 27.500 peus (8.400 m) abans de tornar a pujar a 29.300 peus (8.900 m). A les 15:20:14, quan es va aturar la transmissió de dades, l'aparell havia baixat a 19.725 peus (6.012 m).
L'avió es va estimbar a prop de Kujénkino, a l'óblast de Tver, uns 100 km al nord del seu punt de sortida a Moscou. La gravació en vídeo de l'incident revela un rastre de vapor, una volva de fum blanc, i després se centra en l'avió en caiguda lliure abans de l'impacte. Semblava que a l'avió li faltava una part de la cua i una ala. Els experts van dir que la gran mida del camp de runes, amb el fuselatge a uns 3 km de la cua i un tercer punt de runa significatiu, indicaven que l'aparell havia patit una fallada estructural catastròfica que no es podia explicar per un únic problema mecànic. L'ala esquerra es va trobar a 3 km del lloc on havia caigut la part principal de l'avió.
Les proves inicials indicaven o bé la detonació d'una bomba a l'avió o l'explosió d'un míssil terra-aire (SAM). Un canal de Telegram associat al grup Wagner, anomenat Zona Grisa, va informar que el reactor havia estat abatut per les defenses antiaèries russes. El canal deia que els residents a la vora del lloc de la caiguda havien sentit dos sorolls forts distincts abans de l'incident i havien observat dos rastres de vapor. A més, una font del govern rus va dir a The Moscow Times que s'estava considerant la possibilitat que hagués estat abatut degut a la proximitat del lloc de caiguda amb la residència de Vladímir Putin a Valdai. Aquesta zona conté múltiples divisions de sistemes de míssils S-300, i les bases aèries properes de Khotilovo i Migalovo estaven equipades amb sistemes Pantsir. Meduza apuntava la possibilitat d'un atac amb míssils terra-aire, dient que els rastres de gasos paral·lels i les explosions suggerien que s'havien disparat dos míssils, una tàctica habitual de defensa antiaèria que busca garantir l'impacte; no obstant, les dades de Flightradar24 indiquen que l'avió volava massa alt perquè el toqués un sistema de defensa aèria portàtil d'abast curt, mentre que un sistema d'abast mitjà més potent—i encara més si en fossin dos—provocaria danys molt més greus i més identificables. Segons la intel·ligència dels Estats Units, una explosió intencionada va provocar que l'avió s'estimbés, mentre que les informacions sobre l'ús de míssils terra-aire eren inexactes.

## Passatgers i tripulació
Segons la llista de passatgers que va publicar l'Agència Federal de Transport Aeri, l'avió transportava deu persones: set passatgers i tres tripulants. Els passatgers eren Ievgueni Prigojin, fundador del Grup Wagner; Dmitri Utkin, co-fundador del Grup Wagner i líder d'operacions militars; Valeri Txekalov, cap de seguretat i logística estrangera del Grup Wagner; a més de dos veterans de Wagner i dos guardaespatlles de Prigojin.
El 27 d'agost de 2023, el Comitè Investigador de Rússia va verificar les identitats de totes les víctimes de l'accident mitjançant l'anàlisi d'ADN.

## Investigació
Després de l'accident, es van recuperar les restes de les deu persones i es van transportar a un dipòsit de cadàvers de Tver per examinar-los. Altres mostres biològiques es van portar a Moscou. La identificació visual de les víctimes era pràcticament impossible degut a la magnitud de les ferides, ja que es van descriure els cossos com a carbonitzats i destrossats. Les autoritats també van informar que havien recuperat el telèfon de Prigojin del lloc on va caure l'avió. El 25 d'agost, es va informar que s'havia recuperat les caixes negres.
El Ministeri de Situacions d'Emergència va iniciar una investigació sobre l'incident. A més, les autoritats "van obrir un procediment criminal sobre la violació de les regles de seguretat en el trànsit i l'operació de transport aeri". Es va informar que el governador de l'óblast de Tver, Igor Rudenya, s'encarregaria de la investigació.
El Centre per a la Recerca i Prevenció dels Accidents Aeronàutics (CENIPA) del Brasil (on s'havia fabricat l'avió) va oferir ajuda al Comitè d'Aviació Interestatal rus sota els auspicis de l'Annex 13 de la Convenció sobre Aviació Civil Internacional (coneguda també com a Convenció de Chicago de 1944), que Rússia va declinar el 29 d'agost; perquè donat que el vol era domèstic, Rússia no està obligada a complir les regles internacionals (l'Annex 13) i el Comitè d'Aviació Interestatal no investigarà l'incident. L'incident l'investiga el Comitè Investigador de Rússia.

### Avaluacions fora de Rússia
El portaveu del Departament de Defensa dels Estats Units Patrick Ryder va declarar que el Pentàgon no tenia cap indici que l'avió que transportava Prigojin hagués estat abatut per un míssil terra-aire, dient que era informació falsa. The Wall Street Journal va citar fonts del govern americà que deien que l'avió s'havia estimbat a causa d'una bomba a bord o "alguna altra mena de sabotatge". El diari també citava tres experts veterans en aviació que havien dit que segons la seva anàlisi de les proves visuals disponibles no hi havia hagut cap atac amb míssils, sinó una fallada estructural catastròfica.

## Efecte sobre el Grup Wagner
L'Institut per a l'Estudi de la Guerra va avaluar que els assassinats dirigits tindrien com a resultat l'eliminació del Grup Wagner com a amenaça substancial contra Putin.
El 25 d'agost, el president de Belarús Aleksandr Lukaixenko, que havia fet de mitjancer en un tracte entre Putin i Prigozhin per reubicar les forces de Wagner a Belarús a canvi d'aturar la rebel·lió del Grup Wagner, va anunciar que el grup continuaria al país i va negar les informacions sobre la seva marxa.

## Reaccions

### Nacionals

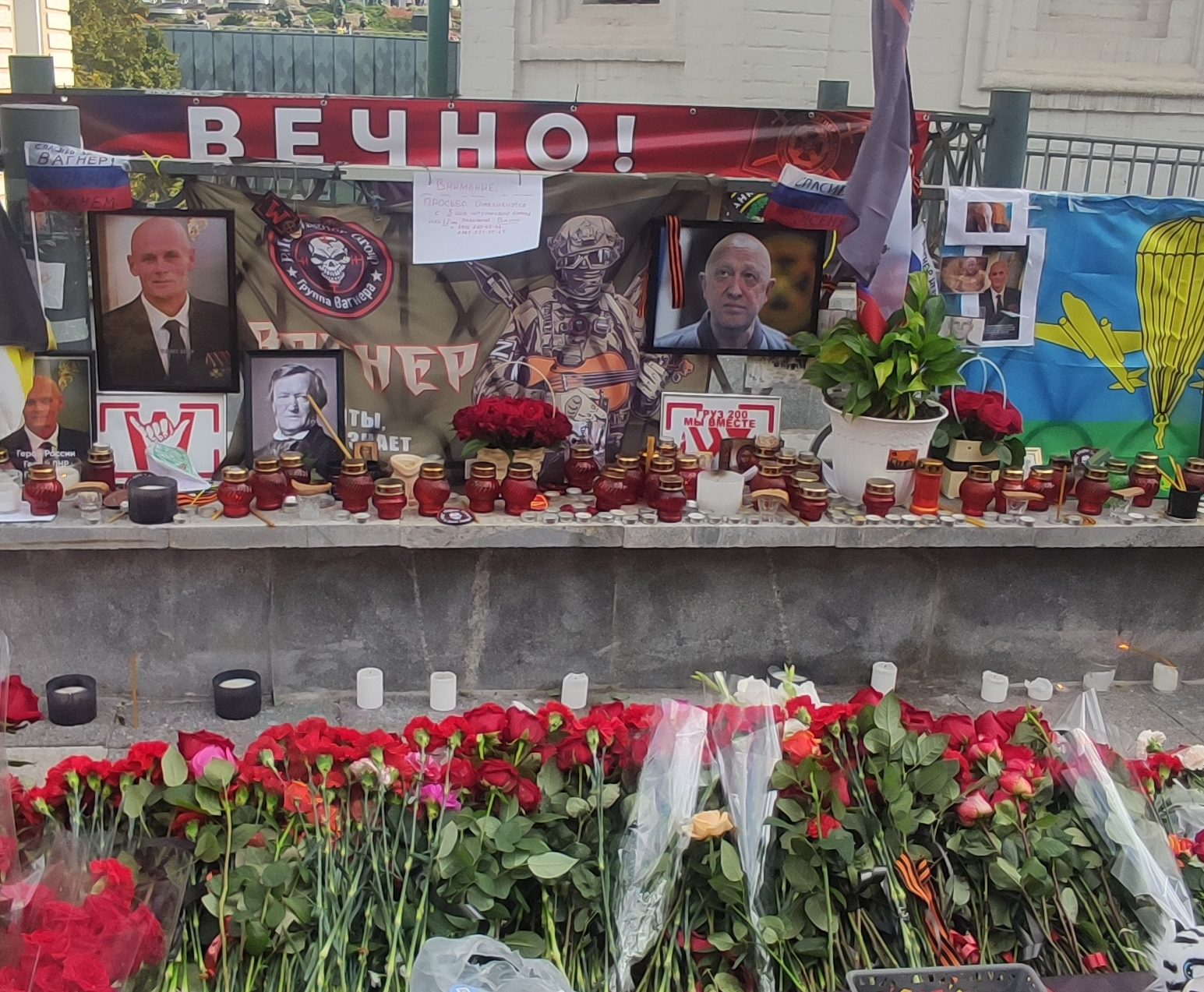
Memorial improvisat per a Ievgueni Prigojin i Dmitri Utkin a Moscou

A Vrémia, l'informatiu més important del primer Canal, controlat per l'estat rus, la cobertura del desastre es va limitar a un tall de 30 segons a l'edició del mateix vespre. Altres mitjans estatals van informar escassament sobre l'incident, repetint la versió oficial sobre "violació dels procediments de seguretat aèria". A la seu de Wagner a Sant Petersburg, es van posar flors i espelmes en un santuari improvisat, i es van encendre les llums de l'edifici de manera que formessin una creu. Zona Grisa va declarar que Prigojin era un heroi i un patriota que havia mort a mans de persones no identificades que va anomenar "traïdors a Rússia". Van aparèixer altres memorials improvisats a Moscou, Novosibirsk i Rostov del Don, que havia estat ocupat per Prigojin i les seves forces durant la rebel·lió del Grup Wagner.
No hi van haver declaracions immediates sobre la caiguda de l'avió ni del Kremlin ni del president Putin, que era en un esdeveniment commemoratiu del 80è aniversari de la batalla de Kursk quan va arribar la notícia de l'incident. El secretari de premsa de Prigojin va refusar de fer comentaris sobre l'incident, igual que els membres supervivents de Consell de Comandants de Wagner. El 24 d'agost, Putin va emetre una declaració que deia que Prigojin era "una persona amb un destí complicat", afegint que "va cometre alguns errors seriosos al llarg de la seva vida, però també havia aconseguit resultats necessaris". El 25 d'agost, el portaveu presidencial rus Dmitri Peskov va rebutjar les especulacions sobre la culpabilitat de Putin en l'accident dient que eren una "mentida absoluta".
La periodista pro-Kremlin i editora en cap de RT Margarita Simonian va dir que s'"inclinava per la versió més evident", referint-se també a un abatiment intencionat. Un altre periodista, el presentador de Rossiya-24 Vladímir Soloviov, va acusar Ucraïna i els seus aliats d'escampar notícies falses sobre la mort de Prigojin, però després va retirar les seves declaracions. Quan un periodista li va demanar una reacció durant la 15ena cimera dels BRICS a Sud-àfrica, el ministre d'afers exteriors rus Serguei Lavrov va refusar de fer cap comentari i el va fer marxar de manera brusca.
Una enquesta feta per Alexei Venediktov, antic cap de l'emissora de ràdio "l'Eco de Moscou", va revelar que el 60% dels qui responien creien que l'avió de Prigojin havia estat abatut o fet explotar d'alguna manera, i un 17% creien que havia simulat la pròpia mort. Només un 1% creien que la caiguda de l'avió havia estat accidental.
El 29 d'agost, Prigojin fou enterrat al costat del seu pare en una cerimònia privada al cementiri Porokhovskoie de Sant Petersburg. Putin no va assistir al funeral. On the same day, Valery Chekalov was buried in Saint Petersburg's Severnoye Cemetery. Fonts del govern rus van dir que l'administració presidencial i els serveis de seguretat havien interferit directament amb els preparatius del funeral per a minimitzar la publicitat i evitar acumulacions de gent.

### Internacionals
En resposta a les notícies de la mort de Prigojin, el president estatunidenc Joe Biden i la portaveu del Consell de Seguretat Nacional dels Estats Units Adrienne Watson van declarar que l'incident no havia estat cap sorpresa. Quan li van preguntar a qui li atribuïa la responsabilitat, Biden va afegir "No passen gaires coses a Rússia que Putin no hi sigui al darrere, però no en sé prou per saber la resposta". La secretària de premsa de la Casa Blanca Karine Jean-Pierre va dir més tard que el Kremlin tenia "una llarga història de matar rivals”, i que era “molt clar el que li havia passat” a Prigojin.
Mikhailo Podoliak, conseller del president ucraïnès Volodímir Zelenski, va dir que la mort de Prigojin era una "eliminació demostrativa" i un senyal de Putin a les elits russes per prevenir deslleialtats abans de les eleccions presidencials russes de 2024, afegint que "Putin no perdona ningú pel seu propi terror bestial". Zelenski va negar en persona la implicació d'Ucraïna en la caiguda de l'avió, però va dir que "tothom entén" qui ho havia fet.
La primera ministra estoniana Kaja Kallas va dir que l'accident era un recordatori de la capacitat de Putin per eliminar rivals i espantar la dissidència, mentre que el ministre d'afers estrangers polonès Zbigniew Rau va dir que els qui amenaçaven el poder de Putin no "moren de causes naturals" i va expressar dubtes seriosos que la caiguda de l'avió fos accidental. El govern francès va expressar "dubtes raonables" sobre la causa de la caiguda, i va afegir que Prigojin era "l'home que feia la feina bruta de Putin" i havia deixat com a llegat "fosses comunes" a Àfrica, Ucraïna i Rússia. La presidenta de Moldàvia Maia Sandu també va fer comentaris sobre la mort de Prigojin, dient que només confirmava els riscos que venien de Rússia, "un país que no té justícia", que s'escampen als seus països veïns.
El president belarús Aleksandr Lukaixenko va declarar que no podia "imaginar" que Putin fos responsable de la mort de Prigojin, dient que un suposat assassinat seria "massa brutal i poc professional".